# Sedani csata
A sedani csata, mely 1870.  szeptember 1-jén zajlott le, a porosz–francia háború legfontosabb, döntő csatája volt. Az ütközetben egy teljes francia hadsereg semmisült meg, és adta meg magát a poroszoknak a francia császárral, III. Napóleonnal együtt. Császáruk nélkül a Második Francia Császárság összeomlott, a birodalmi kormány szétesett, helyére egy vértelen forradalomban visszaállt a köztársaság, mely még öt hónapig folytatta a háborút, majd Párizs ostroma után kapitulált.

## Előzmények
A háború kitörése óta a porosz hadsereg számos kisebb-nagyobb győzelmet aratott a franciák felett, Elzász és Lotaringia területén (weißenburgi csata, wörthi csata, straßburgi csata), beszorítva őket Lotaringia fővárosába, Metzbe, ahol a porosz–német szövetséges hadsereg könnyen bekeríthette és elfoghatta őket. A francia hadvezetés mindenáron fel akarta menteni a várost. A feladatra Patrice de Mac-Mahon tábornok châlons-i hadseregét jelölték ki, amelyet maga a francia császár, III. Napóleon is elkísért. A sereg kifáradt a sok meneteléstől, ráadásul Metz elérése előtt beleszaladtak a Moltke vezette harmadik hadseregbe és a német Meuse-hadseregbe, és augusztus 30-án kisebb vereséget szenvedtek tőlük Beaumont-nál (bár a porosz veszteségek súlyosabbak voltak). A franciák Sedanba vonultak vissza, hogy kipihenjék a menetelést és a csatát.

## A csata

### A porosz bekerítés
Moltke arra számított, hogy a francia csapatoknak már nincs elég erejük ahhoz, hogy visszavonuljanak, mielőtt a németek bekerítenék őket, ami inkább optimista, mint realista elképzelés volt, ennek ellenére a terv tökéletesen sikerült. A franciák esetleg elmenekülhettek volna, de a visszavonulás közben nem tudtak volna védekezni, ráadásul Sedan vára, valamint a környéken fekvő dombok és erdők ideálisnak tűntek egy támadás elleni védekezéshez. A porosz–bajor sereg három részre oszlott. A legnagyobbik észak felől közelítette meg a várost, egy kisebb, főleg bajor seregrész kelet felől támadott, míg a legkisebb rész átkelt a Meuse folyón és délről állta el a franciák visszavonulási útvonalát. A porosz gyűrű ezzel bezárult.

### A francia kitörési kísérlet

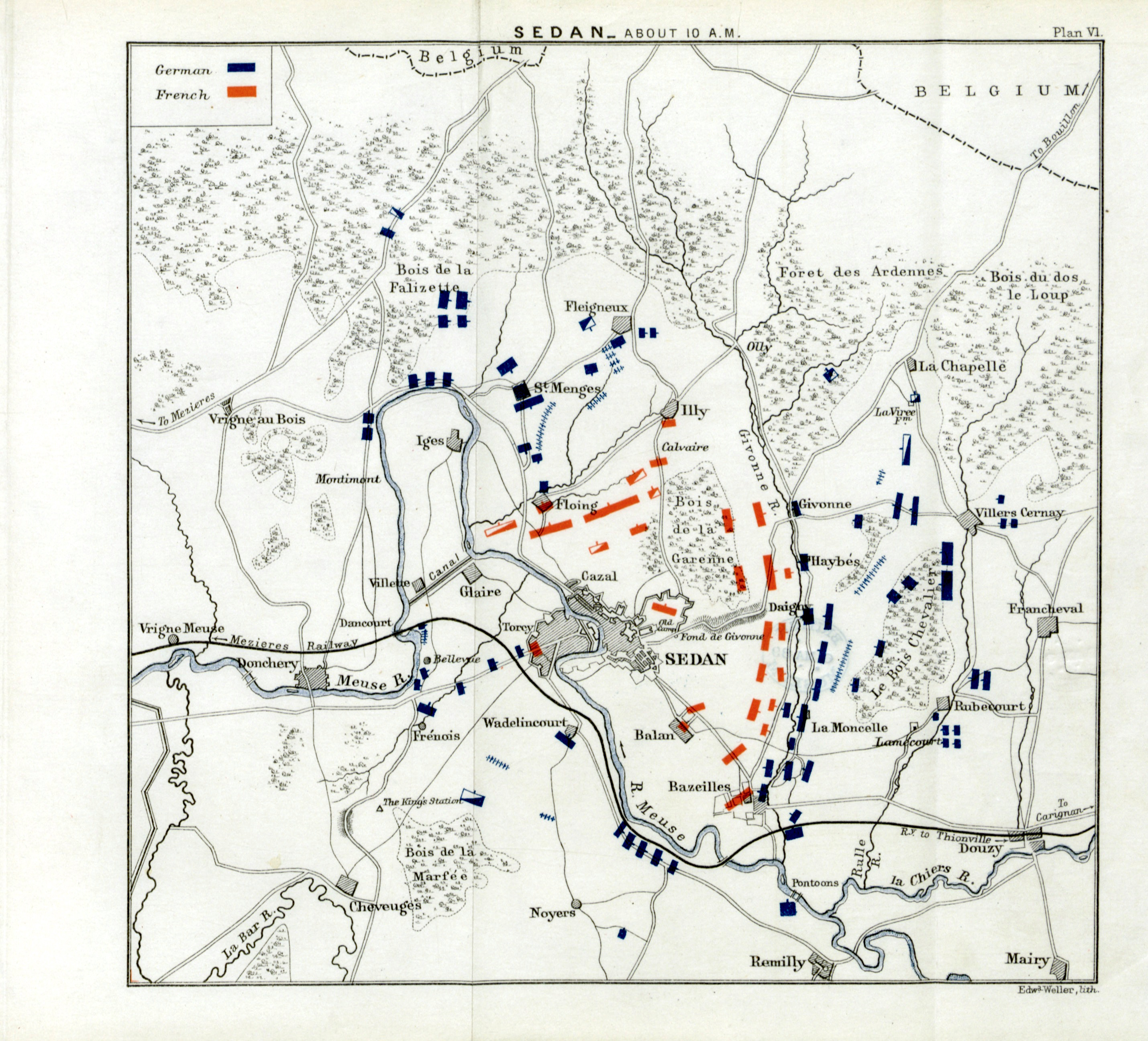
A csata térképe

III. Napóleon utasította Mac-Mahont, hogy törjön ki a bekerítésből, erre egyedül egy La Moncelle nevű község környékén volt lehetőség, a bajorok balszárnyán a várostól keletre. A porosz–bajor vezérkar szintén kulcsfontosságúnak tekintette a falut, ez volt az egyik hely, ahol esélyük volt az áttörésre. Von der Tann tábornok vezetésével itt indult meg az első porosz támadás, a La Moncelle-től délre fekvő Bazailles városa ellen. Ez vezetett a csata első szakaszához, mely reggel 6-tól 11-ig tartott, mikor már a franciák nem bírták a gyalogsággal együtt mozgó német tüzérség heves tüzét.

### A porosz–bajor támadás
A kitörési kísérletben megsérült a francia főparancsnok is, aki ezután átadta az irányítást Auguste-Alexandre Ducrot-nak, aki visszarendelte a La Moncelle-t és Bazailles-t támadó csapatokat. Ezután indult meg az általános porosz–bajor roham északról, északkeletről és keletről kiújultan egyszerre. A franciák nem tudtak a folyón túlra visszavonulni az utat elzáró porosz egységek miatt, több fronton vereséget szenvedtek és az úgynevezett Bois de la Garenne erdős részre szorultak vissza, kimerülten, erősen megfogyatkozva és minden irányból bekerítve. Szeptember 2-án III. Napóleon császár parancsot adott a fehér zászló felhúzására, feladva magát és a teljes châlons-i hadsereget.

### Következmények
A császár hadifogságba került, lemondásra kényszerült, majd száműzetésbe ment Angliába. Nélküle a Második Francia Császárság kormánya is összeomlott, helyére ismét köztársasági kormány került. A harmadik porosz, és a Meuse-hadsereg akadálytalanul folytatta útját Párizs felé. A fővárost 1870. szeptember 20-án ostromzár alá vették és 1871. január 28-án elfoglalták.